# Fun Day
Singles de Stevie Wonder
Gotta Have You
(1991) These Three Words
(1991)
Fun Day est une chanson de l'auteur-compositeur-interprète américain Stevie Wonder publiée sur l'album Jungle Fever en 1991 et atteignant la 6e position du Billboard R&B.

## Contexte
Première piste de la bande originale de Jungle Fever, elle en est le deuxième single après Gotta Have You.
Le titre célèbre la joie, l'amour et la partage avec les autres, empruntant quelques extraits de la rythmique de The Girl Is Mine de Michael Jackson (en collaboration avec Paul McCartney) afin de renforcer le sentiment de nostalgie.
La chanson est enregistrée aux Wonderland Studios, à Los Angeles en Californie.

### Crédits
- Stevie Wonder : Voix, instruments (piano, harmonica, basse, percussions[2]), production, arrangements
- Nathan Watts : réarrangements
- Vaughn Halyard : réarrangements

## Formats
Le single sort sous la référence MOTS7-2127 en 45 tours , 33 tours, CD single, CD Maxi-single et cassette audio.
| Fun Day - 45 tours | Fun Day - 45 tours     | Fun Day - 45 tours | Fun Day - 45 tours | Fun Day - 45 tours | Fun Day - 45 tours | Fun Day - 45 tours | Fun Day - 45 tours | Fun Day - 45 tours | Fun Day - 45 tours |
| No                 | Titre                  | Auteur             | Durée              |                    |                    |                    |                    |                    |                    |
| ------------------ | ---------------------- | ------------------ | ------------------ | ------------------ | ------------------ | ------------------ | ------------------ | ------------------ | ------------------ |
| 1.                 | Fun Day                | Stevie Wonder      | 4:40               |                    |                    |                    |                    |                    |                    |
| 2.                 | Fun Day (instrumental) | Stevie Wonder      | 3:55               |                    |                    |                    |                    |                    |                    |
| 8:35               |                        |                    |                    |                    |                    |                    |                    |                    |                    |

| 1. | Fun Day (Single Version) | Stevie Wonder | 3:56 |
| 2. | Fun Day (12' Remix)      | Stevie Wonder | 6:31 |
| 3. | Fun Day (12' Club Remix) | Stevie Wonder | 6:11 |

| 1. | Fun Day (LP Version)             | Stevie Wonder | 4:41 |
| 2. | Fun Day (Remixed Radio Edit)     | Stevie Wonder | 3:56 |
| 3. | Fun Day (12" Remix Vocal)        | Stevie Wonder | 6:31 |
| 4. | Fun Day (12" Remix Instrumental) | Stevie Wonder | 6:31 |

| 1. | Fun Day (LP Version)        | Stevie Wonder | 4:41 |
| 2. | Fun Day (Instrumental Edit) | Stevie Wonder |      |

## Classements
| Classement (1991)                 | Meilleure position |
| --------------------------------- | ------------------ |
| États-Unis (Billboard R&B Charts) | 6                  |
| Royaume-Uni (UK Singles Chart)    | 63                 |

## Réception et critiques
James E. Perone écrit dans The Sound of Stevie Wonder: His Words and Music que “Fun Day est malheureusement l'une des seules compositions jazz de Wonder. [...] Fun Day contient un solo d'harmonica mais plus significatif encore est son solo de piano : Wonder prouve qu'il est un très bon claviériste de jazz. Sa manière de chanter traduit bien le son jazz des années 1990."
Pour David Hiltbrand dans People Weekly, "[Jungle Fever] ne fait pas partie des meilleurs albums de Wonder, mais Fun Day, I Go Sailing et Each Other’s Throat sortent du lot".

## Reprises
- Skip Heller (en), sur The Battle in Seattle (2003)[10];
- Mike LeDonne (en), sur From The Heart (2018)[11].